# Symfonie nr. 14 (Aho)
De Finse componist Kalevi Aho voltooide zijn Symfonie nr. 14 "Rituelen" in 2007. Het vormde het laatste deel van het drieluik Boek der vragen, Altvioolconcert en Symfonie.
Aho heeft de eigenaardigheid symfonieën dan wel concerto's te componeren voor muziekinstrumenten binnen bijzondere combinaties. Deze veertiende symfonie gaf weer een combinatie te horen, die niet zo snel in de concertzaal te horen zal zijn. De symfonie is geschreven voor kamerorkest, darbuka, djembé en gongs. De symfonie heeft in aanvulling daarop een afwijkende indeling. Het werk kent zes delen:
- Toverij I, ziel (Loitsu I Kiihko)
- Intermezzo I
- Toverij II, verlangen en woede (Loitsu II, Kaiho ja vimma)
- Processie (Kulkue)
- Intermezzo II
- Toverij III, Mantra van het eind (Loitsu III, Lopetuksen Mantra)

Er is niet echt een sprake van een opbouw in de zin van de klassieke symfonie, toch komen thema's uit deel 1 terug in de andere. Het werk begint met een solo op de djembé, die verstoord wordt door een forte inzettende contrabas. Deel 2, een intermezzo, bevat in tegenstelling tot deel 1 in het geheel geen slagwerk, dat komt pas in deel 3 weer terug, dat een oosterse sfeer oproept. In deel 4, een soort begrafenismars, spelen de gongs een voorname rol met een soort tintinnabulum. Deel 5 is weer zonder slagwerk en deel 6 is een mysterieus slot met een wegstervend orkest en solisten. De symfonie heeft soms de klank van een kamerorkestuitvoering van Symfonie nr. 10 van Dmitri Sjostakovitsj terwijl het wegstervend slot doet denken aan diens Symfonie nr. 15.  
De combinatie van het gekozen instrumentarium is des te opvallender aangezien het orkest dat de componist voor ogen had gevestigd is in Rovaniemi in Finlands noordelijkste regio Lapland. Daar zijn djembé en darabuka nauwelijks te vinden. 
Aho schreef zijn veertiende symfonie voor:
- solopercussionist
- 1 dwarsfluit, 1 hobo, 1 klarinet, 1 fagot
- 1 hoorns
- 1 man/vrouw percussie
- 5 eerste violen, 4 tweede violen, 3 altviolen, 3 celli, 1 contrabas

## Discografie
- Uitgave BIS Records: Herman Rechberger (darabuka en djembe), Jukka Kosi (gongs), Kamerorkest van Lapland onder leiding van John Storgårds, opname 2007

Nr. 1 · Nr. 2 · Nr. 3 · Nr. 4 · Nr. 5 · Nr. 6 (1979-1980) · Nr. 7 Insectensymfonie · Nr. 8 · Nr. 9 · Nr. 10 · Nr. 11 · Nr. 12 Luostosymfonie · Nr. 13 · Nr. 14 Rituelen · Nr. 15
Alles Vergängliche (Orgelsymfonie)